# Петропавлівка (Бичурський район)
Петропавлівка (рос. Петропавловка) — село Бичурського району, Бурятії Росії. Входить до складу Петропавловського сільського поселення.
Населення — 608 осіб (2015 рік).